# Великий лес (болото)
Великий лес — болото низинного типа на юге Кобринского и Дрогичинского районов Беларуси, в водосборе Днепровско-Бугского канала.

## Описание болота
Площадь 40,1 тыс. га. Глубина торфа до 5—6 м, средняя 1 м, степень разложения 41 %, зольность 16,8 %. Болото разделено песчаными грядами и лесом на несколько массивов. Большую площадь занимают заболоченные минеральные почвы и мелкозалежные торфяники.

## Флора
На болоте есть сапропель и мергель мощностью до 3 м. На неосвоенных участках растут главным образом осоки, на песчаных грядах и островах березняки. Всего осушено 7746 га, в том числе осушено с мех. подъёмом воды в Дрогичинском районе 2,2 тыс. га, в Кобринском — 2,3 тыс. га. На осушенных землях сеют зерновые культуры и многолетние травы.